# Branko Ivanković
Branko Ivanković (ur. 28 lutego 1954 w Čakovcu) – chorwacki piłkarz grający na pozycji pomocnika, trener piłkarski. Od 2003 do 2006 roku po raz drugi (wcześniej w 2002 roku) był selekcjonerem reprezentacji Iranu, z którą wywalczył awans do Mistrzostw Świata 2006.

## Kariera piłkarska
Jedynym klubem w karierze Branko był NK Varteks. W zespole tym spędził 12 sezonów, rozegrał 263 mecze i zdobył 31 bramek. Po zakończeniu kariery pracował w tym klubie jako sekretarz, a potem rozpoczął karierę trenerską.

## Kariera szkoleniowa
Przez cztery lata pracował w Varteksie Varaždin, później po jednym sezonie w Segeście Sisak i NK Rijeka, gdy w 1997 roku Miroslav Blažević, selekcjoner reprezentacji Chorwacji, zaproponował mu funkcję swojego asystenta. Na Mistrzostwach Świata 1998 Chorwaci zajęli trzecie miejsce.
Po Mundialu znalazł zatrudnienie w klubie niemieckiej drugiej ligi Hannover 96, po czym powrócił do reprezentacji Chorwacji, tym razem jako asystent Mirko Jozicia na czas eliminacji do Mistrzostw Świata 2002.
Po przegranych barażach do Mundialu pod koniec 2001 roku z funkcji selekcjonera reprezentacji Iranu zrezygnował Blažević i na swoje miejsce rekomendował Ivankovicia. W styczniu 2002 roku Chorwat podpisał roczny kontrakt i mimo iż kilka miesięcy później doprowadził Irańczyków do zwycięstwa w azjatyckich igrzyskach olimpijskich, to został zdymisjonowany. Wrócił do łask w październiku 2003 i awansował z reprezentacją do Mistrzostw Świata 2006.
Od tamtego czasu znajdował się pod ciągłym ostrzałem miejscowych dziennikarzy, którzy zarzucali mu hołdowanie zbyt defensywnej taktyce i przywiązanie do uznanych, ale ponad 30-letnich zawodników. Po Mundialu Ivanković pożegnał się z reprezentacją, która z dorobkiem jednego punktu zajęła w grupie ostatnie miejsce.
6 listopada 2006 został trenerem Dinama Zagrzeb. Dotychczasowy trener Dinama, Josip Kuže został zwolniony z powodu słabego startu drużyny w Pucharze UEFA. W 2009 Ivanković został zastąpiony przez Krunoslava Jurčica.

## Sukcesy szkoleniowe
- awans do Mistrzostw Świata 2006 i start w tym turnieju (runda grupowa) oraz zwycięstwo w azjatyckich igrzyskach olimpijskich 2002 z reprezentacją Iranu

## Odznaczenia
- Order Chorwackiej Plecionki (1998)[1]